# Trichiosoma laterale
Trichiosoma laterale är en stekelart som beskrevs av Leach 1817. Trichiosoma laterale ingår i släktet Trichiosoma, och familjen klubbhornsteklar. Arten har ej påträffats i Sverige.